# كاتي لي
كاتي لي (بالإنجليزية: Katie Leigh)‏ هي ممثلة أمريكية، ولدت في 16 ديسمبر 1958 بكارميل-بي-ثي-سي في الولايات المتحدة.

## وصلات خارجية
- كاتي لي على موقع IMDb (الإنجليزية)
- كاتي لي على موقع قاعدة بيانات الفيلم (الإنجليزية)
- كاتي لي على موقع ANN person (الإنجليزية)